# Fantastic (왬!의 음반)
| 전문가 평가   | 전문가 평가 |
| 평가 점수     | 평가 점수   |
| 출처          | 점수        |
| ------------- | ----------- |
| AllMusic      | [ 2 ]       |
| Rolling Stone | [ 3 ]       |

《Fantastic》은 1983년 7월 9일 발매된 영국의 팝 듀오 왬!의 데뷔 스튜디오 음반이다. 이 곡은 영국 음반 차트에서 1위에 올랐다. 이 음반에는 이전에 발매된 싱글 〈Young Guns (Go for It)〉, 〈Wham Rap! (Enjoy What You Do)〉, 〈Bad Boys〉가 포함되어 있다. 〈Club Tropicana〉는 음반 발매와 동시에 싱글로 발매되었다. 비록 음반에는 수록되지 않았지만, 이너비전의 희망에 반하여 음반에 수록된 곡들의 메들리인 〈Club Fantastic Megamix〉가 《Fantastic》 이후 곧 발매되었고, 그들이 음반사를 떠나는 절차를 밟고 있다.
앤드루 리즐리는 2019년 책 《Wham! George and Me》는 이 음반의 작곡과 녹음의 초기 단계에서 조지 마이클이 그룹 자료의 작곡을 전적으로 책임져야 한다는 데 합의했다. 첫 음반 계약을 따내기 전, 그들은 함께 곡을 썼고, 이 곡들로 첫 데모를 만들었다. 스튜디오에서 작업이 시작되었을 때, 리즐리에 따르면 조지 마이클은 "전광석화와 같은 속도로" 작업을 시작했고, 그가 훨씬 더 나은 작곡가라는 것이 빠르게 분명해졌다. 앤드루 리즐리는 나중에 이것이 그가 특별히 원했던 것은 아니었지만, 그들 모두가 원했던 성공을 이루기 위한 길이라는 것은 의심의 여지가 없었다고 말했다. 신곡 〈Golden Soul〉과 〈Soul Boy〉 두 곡은 조지와 앤드루가 음반에 참여하기 위해 썼지만 둘 다 "어느 것도 좋지 않았다"고 선회했다(공식적으로 공개된 적은 없지만 유튜브에서 확인할 수 있다). 이 곡들은 조지 마이클이 쓰고 편곡한 곡들로 대체되었다.
이번 음반에는 〈Young Guns (Go for It!)〉의 마지막 20초 후 히든 트랙(홍키통크 스타일의 피아노로 연주)이 수록됐다.

## 곡 목록
모든 곡들은 특별한 언급이 없는 한 조지 마이클에 의해 작사/작곡하였다.
| #  | 제목                              | 작사·작곡              | 재생 시간 |
| -- | --------------------------------- | ---------------------- | --------- |
| 1. | 〈Bad Boys〉                      |                        | 3:19      |
| 2. | 〈A Ray of Sunshine〉             |                        | 4:43      |
| 3. | 〈Love Machine〉                  | 워렌 무어, 빌리 그리핀 | 3:19      |
| 4. | 〈Wham Rap! (Enjoy What You Do)〉 | 마이클, 앤드루 리즐리  | 6:41      |

| #  | 제목                                    | 작사·작곡      | 재생 시간 |
| -- | --------------------------------------- | -------------- | --------- |
| 5. | 〈Club Tropicana〉                      | 마이클, 리즐리 | 4:28      |
| 6. | 〈Nothing Looks the Same in the Light〉 |                | 5:53      |
| 7. | 〈Come On〉                             |                | 4:24      |
| 8. | 〈Young Guns (Go for It)〉              |                | 3:55      |

## 참여 인원
왬!
- 조지 마이클 - 리드 보컬
- 앤드루 리즐리 - 기타, 편곡

## 인증
| 국가                       | 인증        | 판매량/출하량 |
| -------------------------- | ----------- | ------------- |
| 일본                       | —           | 218,000       |
| 네덜란드 (NVPI)            | 골드        | 50,000^       |
| 뉴질랜드 (RMNZ)            | 플래티넘    | 15,000^       |
| 영국 (BPI)                 | 3× 플래티넘 | 900,000^      |
| 미국 (RIAA)                | 골드        | 500,000^      |
| ^출하량을 기반으로 한 인증 |             |               |